# 西埃德米斯頓 (紐約州)
西埃德米斯頓（英語：West Edemeston）是位於美國紐約州麥迪遜縣及奧齊戈縣的非建制地區。

## 地理
西埃德米斯頓所處的海拔為高於海平面347米（即1139英呎），而該地所採用的時區為UTC-5，即北美东部时区（EST）。同時該地設有夏令時間，為UTC-5調快一小時，即UTC-4（EDT）。